# Lorencio Boyer Gallardo
Pour les articles homonymes, voir Boyer et Gallardo.
Pas d'image ? Cliquez ici

a Compétitions nationales et continentales officielles uniquement.

b Matchs officiels uniquement.
Dernière mise à jour le 18 août 2025.
Lorencio Boyer Gallardo, né le 23 septembre 2005 à Millau (France), est un joueur français de rugby à XV. Il évolue au poste de pilier à l'USA Perpignan.

## Biographie
Lorencio Boyer Gallardo naît à Millau dans le département français de l'Aveyron. Dès son plus jeune âge, il grandit à Rivesaltes dans les Pyrénées-Orientales.
En 2013, il commence la pratique du rugby à XV avec le club de Rivesaltes, le SCAR ESC BAC. Deux ans plus tard, il rejoint le Salanque Côte Radieuse XV puis à nouveau deux ans après il signe pour l'USA Perpignan à douze ans,.
En 2023, il fait partie des 100 joueurs sélectionnés pour la seconde édition de Générations bleues, un stage regroupant les rassemblements élite jeunes, réunissant durant 12 jours les meilleurs jeunes joueurs masculins de 16 ans à 18 ans,. De retour du stage, il est retenu en sélection des moins de 18 ans par Cédric Laborde, il participe à un match contre l'équipe d'Italie et gagne sur le score de 73 à 14. 
Fin mai 2024, âgé de dix-huit ans, il est retenu avec l'équipe professionnelle de l'USA Perpignan pour la première fois afin d'affronter l'Union Bordeaux Bègles en Top 14,. Il fait ses débuts professionnels durant ce match puis dispute également la journée suivante contre la Section paloise. Lors de ce second match, il inscrit son premier essai en professionnel.
Appelé en équipe de France des moins de 20 ans pour le Championnat du monde junior 2024 durant l'été, il est titulaire contre l'Espagne et la Nouvelle-Zélande en poule. Il est une nouvelle fois titulaire pour la demi-finale contre la Nouvelle-Zélande, où il écope d'un carton jaune à la 50e. Puis, il n'est pas retenu pour la finale perdue par ses coéquipiers. À cette même période, il prolonge son contrat espoir pour deux saisons supplémentaires.
La saison suivante, il obtient sa première titularisation sous le maillot de l'USAP, lors de la sixième journée du championnat face à Bordeaux Bègles. Le 15 décembre 2024, il est titulaire contre le Connacht lors de la Challenge Cup. Il marque un essai à la 18e minute, qui ne suffit pas à la victoire catalane. Il joue un total de cinq matchs avec perpignan lors de la saison.
En janvier 2025, il est appelé avec son coéquipier Gabin Kretchmann à un stage de l'équipe de France des moins de 20 ans en préparation du Tournoi des Six Nations. Cependant, il subit une rupture partielle du ligament au niveau du coude et n'est que présent sur la feuille de match de la dernière journée contre l'Écosse, comme remplaçant de Samuel Jean-Christophe. Malgré des Écossais accrocheurs, les Bleuets s'imposent 45 à 40, avec le bonus offensif, et remportent leur premier Tournoi depuis 2018, le quatrième de leur histoire.
Fin mai 2025, il est de nouveau sélectionné en équipe des France des moins de 20 ans afin de préparer le Championnat du monde junior. Retenu comme remplaçant contre l'Espagne, il entre en jeu pour la seconde mi-temps, en remplacement de Édouard-Junior Jabea Njocke. Il est ensuite retenu pour le dernier match de poule contre l'Argentine. Il n'est ensuite pas utilisé lors de la demi-finale perdue face à la Nouvelle-Zélande, mais est remplaçant lors du match pour la troisième place face à l'Argentine, que son équipe perd sur le score de 38 à 35,,.

## Statistiques en équipe nationale
Lorencio Boyer Gallardo est sélectionné en équipe de France des moins de 20 ans pour le Championnat du monde junior 2024, où il dispute trois matchs, et le Tournoi des Six Nations 2025, disputant un match. Il est ensuite sélectionné pour le Championnat du monde junior 2025, où il dispute deux matchs.

## Palmarès
- Finaliste du Championnat du monde junior en 2024[note 1] avec l'équipe de France des moins de 20 ans.
- Vainqueur du Tournoi des Six Nations en 2025 avec l'équipe de France des moins de 20 ans.